# بازی‌تاماک
بازی‌تاماک (انگلیسی: Bazitamak) یک شهرک در شهرستان ایلیشفسکی استان باشقیرستان کشور روسیه است.